# كينو كولوم
كينو كولوم مواليد 1 نوفمبر 1988، هو لاعب كرة سلة أندوري بدأ مسيرته الاحترافية في سنة 2005 يلعب مع فريق بلباو باسكت في ليغا أيه سي بي ويحمل الرقم 10. يبلغ طوله 6 قدم 2 بوصة (1.9 م).

## روابط خارجية
- كينو كولوم على موقع الاتحاد الدولي لكرة السلة (الإنجليزية)
- كينو كولوم على موقع الدوري الأوروبي لكرة السلة (الإنجليزية)
- كينو كولوم على موقع الدوري الإسباني لكرة السلة (الإسبانية)
- كينو كولوم على موقع كرة السلة الأوروبية.كوم (الإنجليزية)
- كينو كولوم على موقع DraftExpress.com (الإنجليزية)
- كينو كولوم على موقع ريلجم (الإنجليزية)
- كينو كولوم على موقع بروبوليرز (الإنجليزية)
- كينو كولوم على موقع سبورتس رفرنس (الإنجليزية)